# Айиртау (Уланський район)
Айирта́у (каз. Айыртау) — село у складі Уланського району Східноказахстанської області Казахстану. Адміністративний центр Айиртауського сільського округу.
Населення — 1796 осіб (2021; 1863 у 2009, 2352 у 1999, 3760 у 1989).
Національний склад станом на 1989 рік:
- казахи — 54 %
- росіяни — 37 %

До 2007 року село називалось Завидне.